# Bahama's op de Olympische Spelen
De Bahama's zijn een van de landen die deelnemen aan de Olympische Spelen. De Bahama's debuteerden op de Zomerspelen van 1952. Zij hebben nog nooit deelgenomen aan de Winterspelen.
Parijs 2024 was voor de Bahama's de achttiende deelname aan de Zomerspelen.

## Medailles en deelnames
Er werden zestien medailles behaald. Deze medailles werden in twee takken van sport behaald; atletiek (14) en zeilen (2).
Pauline Davis-Thompson is de 'succesvolste' olympische deelnemer uit de Bahama's. Zij behaalde twee gouden (waarvan een later werd aangepast van zilver naar goud) en een zilveren medaille op de Spelen van 1996 en 2000. Shaunae Miller is een goede tweede, zij won twee keer goud (OS 2016, OS 2020). Chris Brown en Debbie Ferguson veroverden beide drie medailles, een van elke kleur.

### Overzicht
De tabel geeft een overzicht van de jaren waarin werd deelgenomen, het aantal gewonnen medailles en de eventuele plaats in het medailleklassement.
| Jaar   | Goud · | Zilver · | Brons · | Totaal | Rang |
| 1952   | 0      | 0        | 0       | 0      | -    |
| 1956   | 0      | 0        | 1       | 1      | 35   |
| 1960   | 0      | 0        | 0       | 0      | -    |
| 1964   | 1      | 0        | 0       | 1      | 24   |
| 1968   | 0      | 0        | 0       | 0      | -    |
| 1972   | 0      | 0        | 0       | 0      | -    |
| 1976   | 0      | 0        | 0       | 0      | -    |
| 1980   | -      | -        | -       | -      | -    |
| 1984   | 0      | 0        | 0       | 0      | -    |
| 1988   | 0      | 0        | 0       | 0      | -    |
| 1992   | 0      | 0        | 1       | 1      | 54   |
| 1996   | 0      | 1        | 0       | 1      | 61   |
| 2000   | 2      | 0        | 1       | 3      | 34   |
| 2004   | 1      | 0        | 1       | 2      | 52   |
| 2008   | 0      | 1        | 1       | 2      | 68   |
| 2012   | 1      | 0        | 0       | 1      | 50   |
| 2016   | 1      | 0        | 1       | 2      | 51   |
| 2020   | 2      | 0        | 0       | 2      | 42   |
| 2024   | 0      | 0        | 0       | 0      | -    |
| Totaal | 8      | 2        | 6       | 16     | -    |

:2000: van oorspronkelijk 1-1-0 aangepast naar 2-0-0

### Per deelnemer
| Jaar | Sport    | Olympiër                                                                                    | Onderdeel              | Medaille |
| ---- | -------- | ------------------------------------------------------------------------------------------- | ---------------------- | -------- |
| 1956 | Zeilen   | Sloane Farrington Durward Knowles                                                           | kielboot (star)        | Brons    |
| 1964 | Zeilen   | Cecil Cooke Durward Knowles                                                                 | kielboot (star)        | Goud     |
| 1992 | Atletiek | Frank Rutherford                                                                            | hink-stap-springen (m) | Brons    |
| 1996 | Atletiek | Eldece Clarke-Lewis Pauline Davis-Thompson Debbie Ferguson Sevatheda Fynes Chandra Sturrup  | 4x 100 m (v)           | Zilver   |
| 2000 | Atletiek | Chris Brown Troy McIntosh Avard Moncur Timothy Munnings Carl Oliver                         | 4x 400 m (m)           | Brons    |
| 2000 | Atletiek | Pauline Davis-Thompson                                                                      | 200 m (v)              | *        |
| 2000 | Atletiek | Eldece Clarke-Lewis Pauline Davis-Thompson Debbie Ferguson Sevatheda Fynes Chandra Sturrup  | 4x 100 m (v)           | Goud     |
| 2004 | Atletiek | Debbie Ferguson                                                                             | 200 m (v)              | Brons    |
| 2004 | Atletiek | Tonique Williams-Darling                                                                    | 400 m (v)              | Goud     |
| 2008 | Atletiek | Andretti Bain Chris Brown Michael Mathieu Andrae Williams                                   | 4x 400 m (m)           | Zilver   |
| 2008 | Atletiek | Leevan Sands                                                                                | hink-stap-springen (m) | Brons    |
| 2012 | Atletiek | Chris Brown Michael Mathieu Ramon Miller Demetrius Pinder                                   | 4x 400 m (m)           | Goud     |
| 2016 | Atletiek | Chris Brown Steven Gardiner Michael Mathieu Stephen Newbold Demetrius Pinder Alonzo Russell | 4x 400 m (m)           | Brons    |
| 2016 | Atletiek | Shaunae Miller                                                                              | 400 m (v)              | Goud     |
| 2020 | Atletiek | Steven Gardiner                                                                             | 400 m (m)              | Brons    |
| 2020 | Atletiek | Shaunae Miller-Uibo                                                                         | 400 m (v)              | Goud     |

* Deze medaille werd in een later stadium aangepast van zilver naar goud.
Afghanistan · Albanië · Algerije · Amerikaans-Samoa · Amerikaanse Maagdeneilanden · Andorra · Angola · Antigua en Barbuda · Argentinië · Armenië · Aruba · Australië · Azerbeidzjan · Bahama's · Bahrein · Bangladesh · Barbados · België · Belize · Benin · Bermuda · Bhutan · Bolivia · Bosnië en Herzegovina · Botswana · Brazilië · Britse Maagdeneilanden · Brunei · Bulgarije · Burkina Faso · Burundi · Cambodja · Canada · Centraal-Afrikaanse Republiek · Chili · China · Chinees Taipei · Colombia · Comoren · Congo-Brazzaville · Congo-Kinshasa · Cookeilanden · Costa Rica · Cuba · Cyprus · Denemarken · Djibouti · Dominica · Dominicaanse Republiek · Duitsland · Ecuador · Egypte · El Salvador · Equatoriaal-Guinea · Eritrea · Estland · Ethiopië · Fiji · Filipijnen · Finland · Frankrijk · Gabon · Gambia · Georgië · Ghana · Grenada · Griekenland · Groot-Brittannië · Guam · Guatemala · Guinee · Guinee-Bissau · Guyana · Haïti · Honduras · Hongarije · Hongkong · Ierland · IJsland · India · Indonesië · Irak · Iran · Israël · Italië · Ivoorkust · Jamaica · Japan · Jemen · Jordanië · Kaaimaneilanden · Kaapverdië · Kameroen · Kazachstan · Kenia · Kirgizië · Kiribati · Koeweit · Kosovo · Kroatië · Laos · Lesotho · Letland · Libanon · Liberia · Libië · Liechtenstein · Litouwen · Luxemburg · Madagaskar · Malawi · Malediven · Maleisië · Mali · Malta · Marokko · Marshalleilanden · Mauritanië · Mauritius · Mexico · Micronesië · Moldavië · Monaco · Mongolië · Montenegro · Mozambique · Myanmar · Namibië · Nauru · Nederland · Nepal · Nicaragua · Nieuw-Zeeland · Niger · Nigeria · Noord-Korea · Noord-Macedonië · Noorwegen · Oeganda · Oekraïne · Oezbekistan · Oman · Oost-Timor · Oostenrijk · Pakistan · Palau · Palestina · Panama · Papoea-Nieuw-Guinea · Paraguay · Peru · Polen · Portugal · Puerto Rico · Qatar · Roemenië · Rusland · Rwanda · Saint Kitts en Nevis · Saint Lucia · Saint Vincent en de Grenadines · Salomonseilanden · Samoa · San Marino · Saoedi-Arabië · Sao Tomé en Principe · Senegal · Servië · Seychellen · Sierra Leone · Singapore · Slovenië · Slowakije · Somalië · Spanje · Sri Lanka · Soedan · Suriname · Swaziland · Syrië · Tadzjikistan · Tanzania · Thailand · Togo · Tonga · Trinidad en Tobago · Tsjaad · Tsjechië · Tunesië · Turkije · Turkmenistan · Tuvalu · Uruguay · Vanuatu · Venezuela · Verenigde Arabische Emiraten · Verenigde Staten · Vietnam · Wit-Rusland · Zambia · Zimbabwe · Zuid-Afrika · Zuid-Korea · Zuid-Soedan · Zweden · Zwitserland
Historische landen: Bohemen · Bondsrepubliek Duitsland · Brits-Indië · Duitse Democratische Republiek · Joegoslavië · Malaya · Nederlandse Antillen · Noord-Borneo · Noord-Jemen · Saarland · Servië en Montenegro · Sovjet-Unie · Tsjecho-Slowakije · West-Indische Federatie · Zuid-Jemen
Bijzondere deelnames: Onafhankelijke olympische atleten · Vluchtelingenteam 
 Australazië · Duits Eenheidsteam · Gemengd team · Gezamenlijk Team